# Kidd-klass
Kidd-klassen var en typ av robotjagare i den amerikanska marinen mellan åren 1981 och 1999.
Klassen var baserad på den tidigare Spruance-klassen och var från början byggda för den Iranska flottan som hade beställt fartygen. Efter den Iranska revolutionen 1979 stoppades all militär handel med Iran och USA beslutade att behålla fartygen själva.
Fartygen togs ur bruk under mitten av 1990-talet och kom senare att säljas till den Taiwanesiska flottan där alla fyra fartygen tjänstgör än idag (2022).